# Tabulka (informace)
Tabulka představuje jednoduchý způsob uspořádání informací do sloupců a řádků. Jedná se o široce používaný způsob reprezentace dat ve výzkumu, informačních technologiích a analýze dat. Tabulky se objevují v ručně psaných dokumentech, tištěných knihách i v elektronických formátech.
Tabulky slouží jednak k účelům informačním (například textu knihy), dále pak k přenosu a uchovávání informací v rámci informačních technologií, kde se k tomuto účelu často používají formáty CSV, či TSV. Speciálním případem jsou pak databázové tabulky v takzvaných normálních formách. Tabulky představují nejjednodušší možný způsob ukládání strukturovaných dat.

## Ukázka
Zde je příklad jednoduché tabulky s dvěma sloupci dat Jméno a Příjmení. V jednotlivých sloupcích jsou poté uloženy informace, které je možno dále zpracovávat a analyzovat.
| Jméno     | Příjmení   |
| --------- | ---------- |
| František | Putšálek   |
| Tonda     | Hřebenka   |
| Marie     | Putšálková |